# Stizocera juati
Stizocera juati là một loài bọ cánh cứng trong họ Cerambycidae.